# Kinava
Kinava är en ö i Finland. Den ligger i sjön Hiidenvesi och i kommunen Vichtis i den ekonomiska regionen  Helsingfors  och landskapet Nyland, i den södra delen av landet, 40 km nordväst om huvudstaden Helsingfors. Öns area är 0,9 hektar och dess största längd är 160 meter i nord-sydlig riktning.